# Kalinagoterritorium
Het Kalinagoterritorium (Engels: Kalinago Territory; oude namen: Carib Reserve en Carib Territory) is een autonoom territorium van de Cariben in het eiland Dominica. Het bevindt zich in het oosten van het eiland in de parish Saint David en heeft een oppervlakte van ongeveer 1.500 hectare. Het territorium bevat 8 dorpen en telde 2.145 inwoners in 2011.

## Geschiedenis
De Cariben arriveerden in de 13e eeuw in Dominica, en verdreven de inheemse Taíno. Het eiland werd op zondag 3 november 1493 ontdekt door Christoffel Colombus.
De Cariben verzetten zich tegen kolonisatie van het eiland, maar in 1632 werd de eerste Franse nederzetting gesticht. In 1653 werden Carib vrouwen op Dominica verkracht door Franse soldaten. Als wraak werden de Franse kolonisten op het eiland Marie-Galante in Guadeloupe door de Cariben vermoord. Frankrijk verklaarde vervolgens de oorlog. In 1660 werd een vredesverdrag gesloten tussen de Cariben, Frankrijk en het Verenigd Koninkrijk waarbij werd besloten dat Guadeloupe door de Fransen mocht worden gekoloniseerd, maar dat Dominica van de Cariben was. In 1748 werd het verdrag bevestigd door de Vrede van Aken.
Het verdrag werd genegeerd door Franse kolonisten die nederzettingen stichtten op Dominica. In 1759 werd het eiland veroverd door het Verenigd Koninkrijk. In 1778 werd het heroverd door Frankrijk, en in 1783 heroverd door het Verenigd Koninkrijk. In 1797 werden de Cariben verdreven van het eiland Saint Vincent en verbannen naar Roatán bij Honduras. De Cariben op Dominica kregen een reservaat van 94 hectare rond het dorp Salybia.
In 1903 werd het Carib Reserve opgericht door gouverneur Hesketh Bell en een gebied van ongeveer 1.500 hectare in het oosten van Dominica werd aan de Cariben toegewezen. De grenzen waren gebaseerd op een kaart van 1776, maar geen landmetingen hadden plaatsgevonden, en de exacte grenzen zijn anno 2022 nog steeds betwist.
Op 19 september 1930 traden vijf bewapende politieagenten het territorium binnen op zoek naar smokkelwaar en smokkelaars. Er volgde een vechtpartij waarbij stenen en flessen naar de agenten werden geworpen. De agenten schoten in de menigte waarbij twee doden en twee gewonden vielen. Na terugkeer van de agenten stuurde Edward Carlyon Eliot, de administrateur, het fregat HMS Delhi naar het territorium. De mariniers arresteerden vervolgens verdachten van de opstand waaronder Jolly John, het opperhoofd van Cariben. Pas in 1952 werd een nieuw opperhoofd aangesteld.
Op 30 maart 1978, vlak voor de onafhankelijkheid van Dominica, werd door het parlement de Carib Reserve Act aangenomen waarbij het territorium officieel eigenaar van het land werd. Het bestuur kwam in handen van een raad en een opperhoofd die iedere vijf jaar worden verkozen. De Cariben hebben tevens een afgevaardige in het parlement. Een van de eerste besluiten van de raad was de wijziging van de naam in Carib Territory. In 2015 werd de naam gewijzigd in Kalinago Territory. In 2021 werd een kliniek geopend in Salybia.

## Overzicht
Het Kalingoterritorium bestaat uit acht dorpen: Bataka, Concord, Crayfish River, Gaulette River, Mahaut River, Salybia, Sinecou, en St Cyr. Het land is gemeenschappelijk bezit, en mag niet worden gekocht of verkocht. Een stuk grond kan alleen ter beschikking worden gesteld door de raad. Salybia is het belangrijkste dorp en administatieve centrum van het territorium. De economie is gebaseerd op zelfvoorzieningslandbouw, handwerk, toerisme en offshorebedrijven.

## Galerij

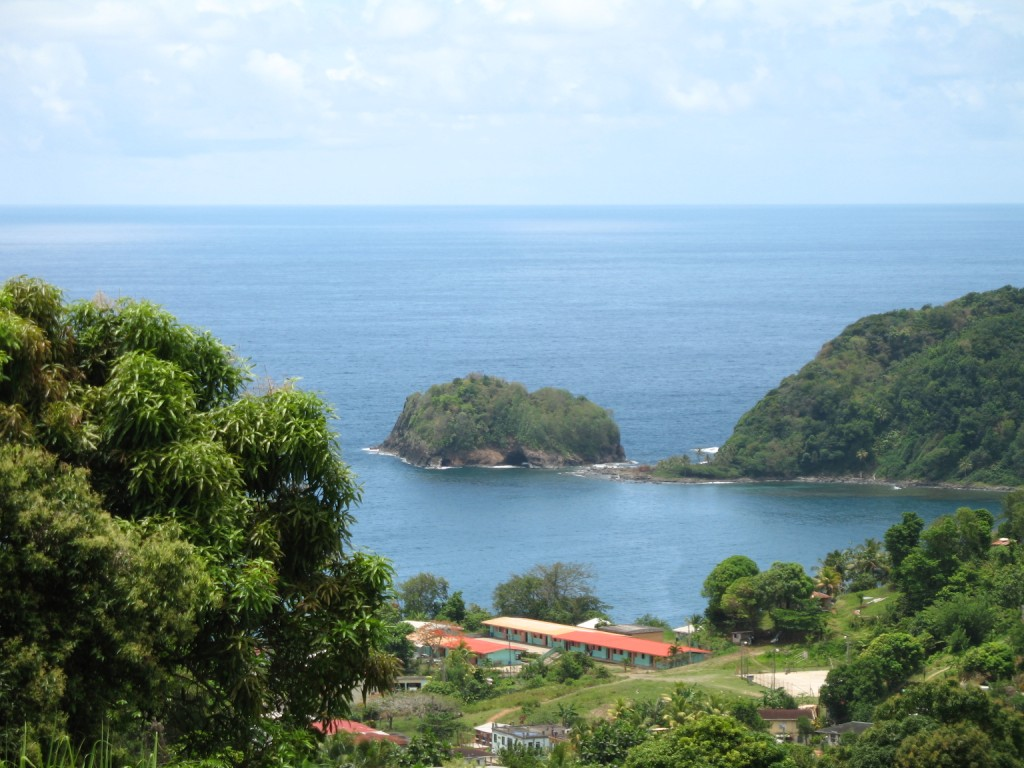
Baai met uitzicht op St. Cyr en het eilandje Gros L'Ilet
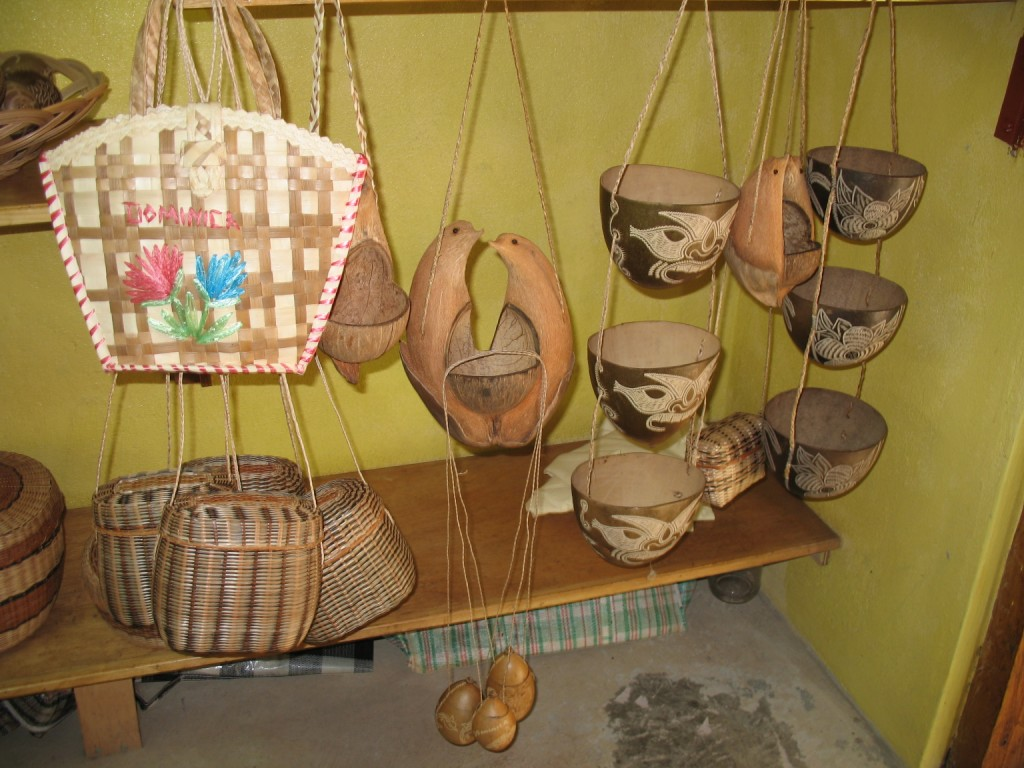
Winkel in het Kalinagoterritorium
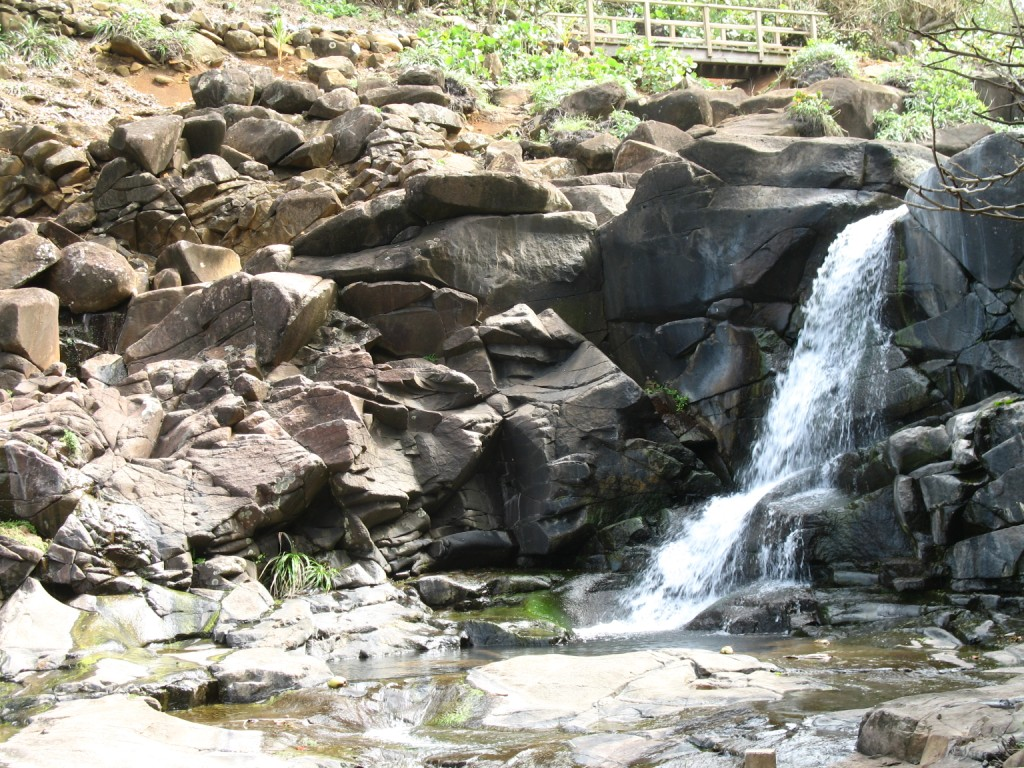
Waterval
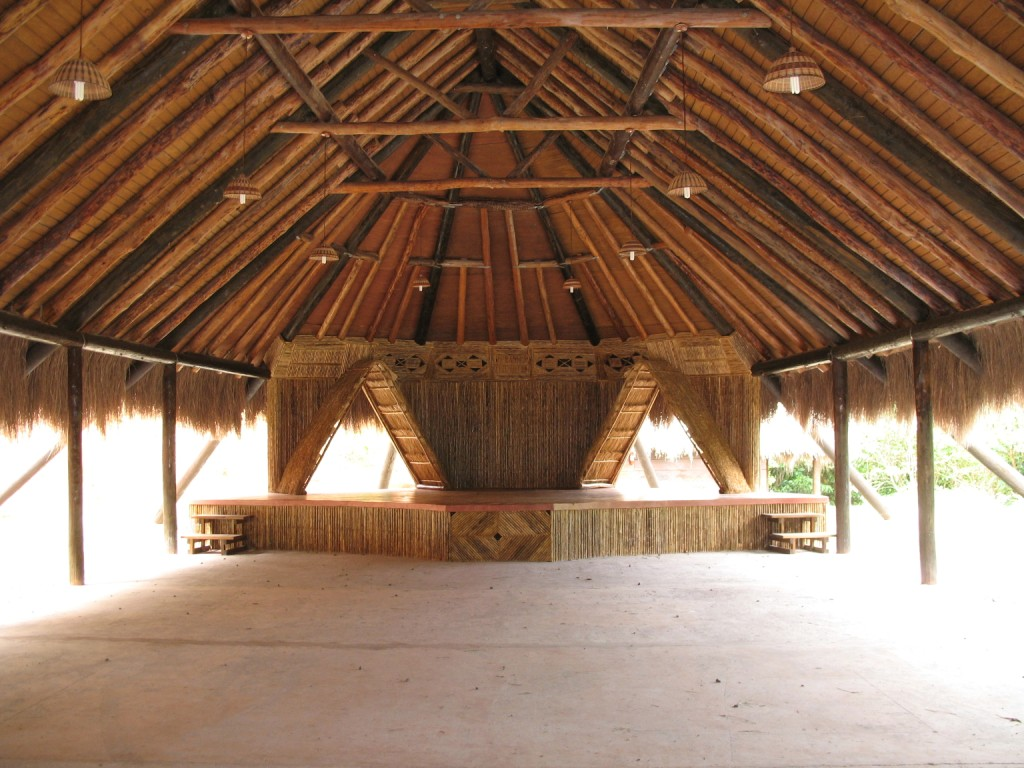
Een traditionele carbet (schuilplaats)